# Націонал-соціалізм
Націона́л-соціалі́зм (нім. Nationalsozialismus), більш відомий в українській мові під скороченою назвою Наци́зм — ультраправа тоталітарна політична ідеологія, яка була політичною доктриною очільників Німеччини та керівної Націонал-соціалістичної робітничої партії Німеччини у 1930—40-х роках, а також у деяких інших країнах.
Нацизм це форма фашизму, яка проявляє зневагу до ліберальної демократії та парламентаризму. Націонал-соціалізм включає в себе диктатуру, крайній антисемітизм, слов'янофобію, антикомунізм, науковий расизм, перевагу білих, соціальний дарвінізм і використання євгеніки. Його крайній націоналізм бере свій початок у пангерманізмі та етнонаціоналістичному неоязичницькому русі Фелкіше, який був помітним аспектом німецького ультранаціоналізму з кінця 19 століття, і зазнав сильного впливу напіввійськових груп фрайкорів, що виникли після поразки Німеччини у Першій світовій війні, звідки і пішов «культ насильства», що лежить в основі партії. Нацизм дотримувався псевдонаукових теорій расової ієрархії, ідентифікуючи етнічних німців як частину того, що нацисти вважали арійською або нордичною вищою расою. Вони прагнули подолати соціальний поділ і створити однорідне німецьке суспільство, засноване на принципі расової чистоти, яке представляло б собою народну спільноту (Volksgemeinschaft). Нацисти прагнули об'єднати всіх німців, які проживають на історично німецькій території, а також отримати додаткові землі для німецької експансії згідно з доктриною Lebensraum і виключити тих, кого вони вважали або чужими для громади, або «нижчими» расами (недолюдьми).

## Походження назви

Прапор нацистської партії, схожий, але не цілком подібний до національного прапора нацистської Німеччини (1933—1945), на якому свастика трохи зміщена від центру.

Повна назва партії була Nationalsozialistische Deutsche Arbeiterpartei (націонал-соціалістична німецька робітнича партія), а офіційно вона використовувала скорочення NSDAP. Термін «нацист» застосовувався до появи НСДАП як розмовне та зневажливе слово для, як вважалося, відсталого фермера чи селянина, що означало незграбну та недоладну людину, селюка. У цьому сенсі слово «наці» було гіпокоризмом на основі німецького чоловічого імені Igna(t)z (видозміна імені Ignatius); Igna(t)z було поширеним іменем того часу в Баварії — землі, звідки походить партія НСДАП.
У 1920-х роках за це вхопилися політичні супротивники НСДАП із німецького робітничого руху. Використовуючи як приклад, попередній скорочений термін «Соци» для Sozialist (соціаліст), вони скоротили назву NSDAP, Nationalsozialistische, до зневажливого «Nazi (Наци)», щоби пов'язати їх із принизливим використанням згаданого вище терміна. Термін «нацист» націонал-соціалісти вперше використали 1926 року у дописі Йозефа Геббельса під назвою Der Nazi-Sozi «Наци-Соци». У брошурі Геббельса слово «нацист» з'являється лише у зв'язці зі словом «Соци» як скорочення від «націонал-соціалізм».
Після приходу НСДАП до влади в 1930-х роках, використання терміна «нацист» окремо або в таких висловах, як «нацистська Німеччина», «нацистський режим» тощо, було поширено німецькими вигнанцями за межами країни, але не в Німеччині. Від них цей термін розповсюдився на інші мови, і зрештою його повернули до Німеччини після Другої світової війни. НСДАП ненадовго взяла назву «нацистський» у спробі відновити цей термін, але незабаром відмовилася від цього намагання та взагалі уникала використання цієї назви, поки була при владі. Кожного разу автори зазвичай, називали себе «націонал-соціалістами», а свій рух — «націонал-соціалізмом», але ніколи «нацистами». Збірник розмов Гітлера з 1941 по 1944 роки, під назвою «Застільні бесіди Гітлера» також не містить слова «нацист». У власних промовах Герман Герінг ніколи не вживав вислів «нацист». Вождь Гітлер'югенду Меліта Машманн написала книгу про власний досвід під назвою «Рахунок надано». Вона не називала себе «нацисткою», хоча й писала багато після Другої світової війни. 1933 року, 581 член Націонал-соціалістичної партії, відповів на запитання професора Теодора Абеля з Колумбійського університету, і вони так само не називали себе «нацистами».

## Загальне
Нацизм є видозміною фашизму— із зневагою до ліберальної демократії та парламентської системи. Він охоплює диктатуру, запеклий антисемітизм, антикомунізм, науковий расизм, владу білих та використання євгеніки у своєму кредо. Цей крайній вияв націоналізму, виник у пангерманізмі та етно-націоналістичному неоязичницькому русі Völkisch, який був помітною течією німецького націоналізму з кінця 19 століття, і перебував під значним впливом воєнізованих груп Freikorps, які виникли після поразки Німеччини в Першій світовій війні, звідки походить основний «культ насильства» партії. Як зазначено у передмові, нацизм дотримувався псевдонаукових теорій расового підпорядкування та соціального дарвінізму, ототожнюючи німців з частиною того, що нацисти вважали арійською або нордичною панівною расою. Він був спрямований на подолання соціальних розбіжностей та створення однорідного німецького суспільства, заснованого на расовій чистоті, яке являло б собою народну спільноту (Volksgemeinschaft). Нацисти мали на меті об'єднати всіх німців, котрі проживали на історично німецькій території, а також отримати додаткові землі для німецької експансії згідно з доктриною Lebensraum і відкинути тих, кого вони вважали або іноземцями, або «нижчими» расами (Untermenschen).
Термін «націонал-соціалізм» виник із спроб націоналістичного перевизначення соціалізму, як противага до марксистського міжнародного соціалізму, так і ринкового капіталізму. Нацизм відкидав марксистські тлумачення класового конфлікту та загальної рівності, виступав проти космополітичного інтернаціоналізму та прагнув переконати всі частини нового німецького суспільства, підпорядкувати власні особисті інтереси «загальному благу», визнаючи політичні інтереси головною засадою економічної організації, які, здебільшого, відповідали загальним поглядам на колективізм чи комунітаризм, а не на економічний соціалізм.

## Передумови виникнення
Історичне коріння нацизму можна знайти в різноманітних проявах європейської політичної культури, які були в обігу в інтелектуальних столицях континенту, що Йоахім Фест назвав «звалищем ідей», поширеним у той час. На це вказує історик Мартін Брозат у книзі «Гітлер і крах Веймарської республіки»:
    Майже всі істотні складові … нацистської ідеології можна було знайти у радикальних позиціях ідеологічних протестних рухів [у Німеччині до 1914 року]. Це були: жорстокий антисемітизм, ідеологія крові та землі, уявлення про панівну расу [і] ідея територіального надбання та поселення на Сході. Ці задуми були вбудовані у народний націоналізм, який був яскраво антимодерністським, антигуманістичним і псевдорелігійним.
У сукупності, вийшла безглузда та політично напівграмотна ідеологія, позбавлена зв'язності, продукт масової культури, який забезпечував своїм послідовникам почуттєву прив'язаність та пропонував натовпу спрощений і легкозасвоюваний світогляд, заснований на політичній міфології.
Фрідріх Гаєк детально розглядає витоки нацизму у «Шляху до рабства». Глава 14 має назву «Соціалістичні корені нацизму», яку він починає так:
Доволі поширене хибне уявлення про те, що націонал-соціалізм — це лише такий собі 

бунт проти здорового глузду, ірраціональний рух без інтелектуального підґрунтя. Як би це було так, цей рух не був би такий небезпечний. Ця думка дуже далека від істини і може ввести в оману. Доктрина націонал-соціалізму — це кульмінація тривалого процесу розвитку ідей, у якому брали участь видатні мислителі, вплив яких визнано далеко поза Німеччиною. Хай що хтось казатиме про витоки цього вчення, неможливо не визнати, що люди, які працювали над цими ідеями, були серйозними авторами, які залишили слід в усьому процесі розвитку європейської думки.

### Völkisch націоналізм
Додаткова інформація: Німецьке питання, Пангерманізм.
Сам Адольф Гітлер разом з іншими членами Націонал-соціалістичної німецької робітничої партії (нім. Nationalsozialistische Deutsche Arbeiterpartei, NSDAP) у Веймарській республіці (1918—1933) зазнав значного впливу кількох мислителів і прихильників філософії 19-го та початку 20-го сторіччя: онто-епістемічні та теоретичні погляди на екологічну антропологію, науковий расизм, холістичну науку та органіцизм щодо створення складних систем і теоретизації органічно-расових суспільств. Зокрема, один із найбільш значних ідеологічних впливів на нацистів, справив німецький філософ-націоналіст XIX століття Йоганн Ґотліб Фіхте, чиї праці надихнули Гітлера та інших членів нацистської партії, й ідеї якого були втілені серед філософських та ідеологічних основ нацистсько-спрямованого народного націоналізму.
Твори Йоганна Ґотліба Фіхте наснажили Гітлера та інших членів нацистської партії, зокрема Дітріха Екарта та Арнольда Фанка. У «Промовах до німецької нації» (1808), написаних впродовж окупації Берліна Першою французькою імперією під час наполеонівських війн, Фіхте закликав до німецької національної революції проти окупантів з французької імперської армії, виступаючи з пристрасними прилюдними промовами, заохочуючи своїх учнів до боротьби проти французів та наголошував на необхідності дій німецької нації, щоби вона могла звільнитися. Німецький націоналізм Фіхте, був популістським і виступав проти узвичаєних еліт, говорив про потребу «Народної війни» (Volkskrieg) і висував задуми, подібні до тих, які схвалили нацисти. Фіхте проповідував німецьку винятковість і наголошував на потребі очищення німецької нації (зокрема усунення з німецької мови французьких слів, тобто політику, яку нацисти вжили після приходу до влади).
Іншою важливою постаттю донацистського völkisch мислення був Вільгельм Генріх Ріль, чия робота — «Land und Leute» («Земля і люди», написана між 1857 і 1863 роками) — як спільноту, прив'язувала органічний німецький народ до його рідного ландшафту та природи, поєднання, яке було в різкому протистоянні механічній і матеріалістичній цивілізації, котра тоді розвивалася внаслідок індустріалізації. Географи Фрідріх Ратцель і Карл Гаусгофер запозичили роботи Ріля, як і нацистські ідеологи Альфред Розенберг і Пауль Шульце-Наумбург, обидва використали частину філософії Ріля, стверджуючи, що «кожна національна держава була організмом, який потребував певного життєвого простору, щоби вижити». Вплив Ріля явно помітний у філософії Blut und Boden (Кров і ґрунт), представленій Освальдом Шпенглером, яку водночас запозичили нацистський агроном Вальтер Дарре та інші видатні нацисти.
Völkisch націоналізм засуджував бездушний матеріалізм, індивідуалізм і секуляризоване міське індустріальне суспільство, одночасно виступаючи за «вище» товариство, засноване на етнічній німецькій «народній» культурі та німецькій «крові». Він засуджував іноземців і чужі ідеї та проголошував, що євреї, масони та інші, є «зрадниками нації» і негідними залучення. Народний націоналізм, бачив світ з погляду природного права та романтизму, і він розглядав суспільства як органічні, звеличуючи чесноти сільського життя, ганячи нехтування звичаями та занепад моралі, картаючи руйнування природного середовища та засуджуючи «космополітичні» культури як-от єврейську та ромську.

### Расові теорії та антисемітизм
Основна стаття: Нацистські расові теорії
Задум арійської раси, який просували нацисти, походить від расових теорій, котрі стверджують, що європейці є нащадками індоіранських поселенців, людей стародавньої Індії та колишньої Персії. Прихильники цієї теорії засновували своє твердження на підставі того, що слова в європейських мовах і слова в індоіранських мовах мають схожу вимову і значення. Йоганн-Ґотфрід Гердер стверджував, що німецькі народи мали тісні расові зв'язки зі стародавніми індійцями та прадавніми персами, котрі, як він наголошував, були розвиненими народами, що володіли великою здатністю до мудрості, шляхетності, стриманості та науки. Сучасники Гердера використовували винайдення арійської раси, аби провести різницю між тим, що вони вважали «високою та шляхетною» арійською культурою, та «паразитичною» семітською культурою.

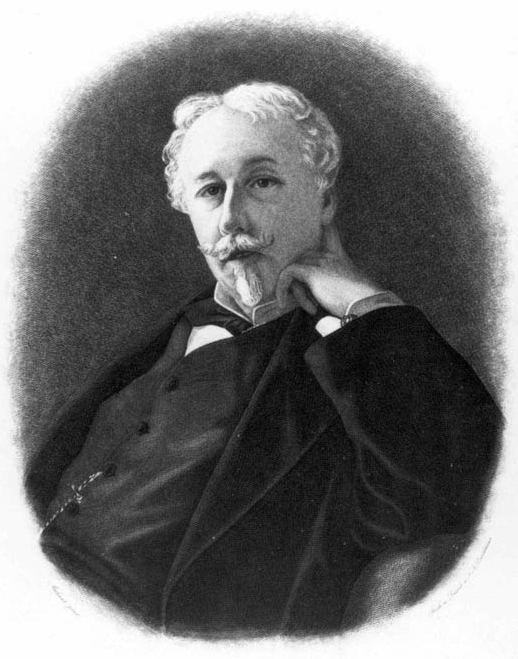
Артур де Гобіно, один із основних винахідників теорії «арійської раси»

Уявлення про перевагу білої раси та вищість арійської раси були об'єднані в 19 столітті, водночас прихильники переважання білої раси підтримували віру в те, що певні групи білих людей були членами арійської «панівної раси», яка є вищою за інші раси й особливо перевершує семітську расу, котру вони пов'язували з «культурним безпліддям». Артур де Гобіно, французький расовий теоретик і аристократ, звинуватив у падінні (фр. ancien régime) старого ладу у Франції, расове виродження, спричинене расовим змішанням, яке, на його думку, знищило чистоту арійської раси, термін, який він залишив лише для германців. Теорії Гобіно, які привернули велику кількість прихильників у Німеччині, підкреслювали існування непримиренної протилежності між арійською (германською) та єврейською культурами.
Арійський містицизм стверджував, що християнство виникло в арійських релігійних звичаях, і що євреї привласнили це від арійців. Х'юстон Стюарт Чемберлен, німецький прихильник расової теорії англійського походження, підтримував ідеї німецької переваги та антисемітизму в Німеччині.
Праця Чемберлена «Основи дев'ятнадцятого століття» (1899) виславляла німецькі народи за їх творчість та ідеалізм, водночас стверджуючи, що німецькій свідомості загрожує «єврейський» дух егоїзму та матеріалізму. Чемберлен використовував свою тезу для просування монархічного консерватизму, одночасно засуджуючи демократію, лібералізм і соціалізм. Книжка стала поширеною, особливо в Німеччині. Чемберлен підкреслював потребу нації підтримувати власну расову чистоту, щоби запобігти її виродженню, і стверджував, що расове змішання з євреями ніколи не повинно бути дозволено. 1923 року, Чемберлен зустрівся з Гітлером, котрим він захоплювався як провідником відродження вільного духу. Робота Медісона Гранта «Зникнення великої раси» (1916) захищала нордизм і пропонувала запровадити програму євгеніки, щоби зберегти чистоту нордичної раси. Прочитавши книжку, Гітлер назвав її «моєю Біблією».

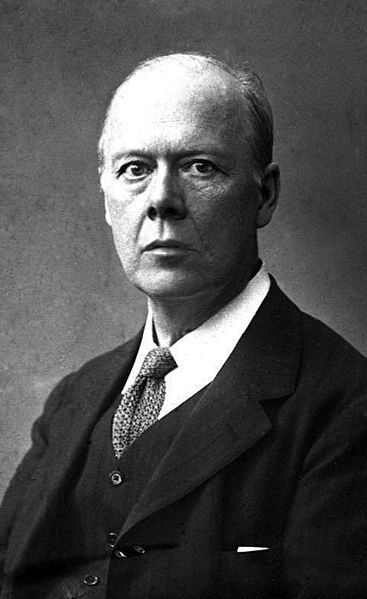
Х'юстон Стюарт Чемберлен, чия книга «Основи дев'ятнадцятого століття» стала основоположною працею в історії німецького націоналізму.

#### Використання американської расистської моделі
Гітлер та інші нацистські теоретики права надихалися американським інституційним расизмом і бачили в ньому приклад для наслідування. Зокрема, вони бачили в ньому зразок для розширення території та вигнання звідти корінного населення; для законів, що відмовляють у повному громадянстві для афроамериканців, котрі вони хотіли застосувати також проти євреїв, і для расистських імміграційних законів, які забороняють деякі раси. У «Mein Kampf» Гітлер вихваляв Америку як єдиний сучасний приклад країни з расистськими («völkisch») статутами громадянства в 1920-х роках, а нацистські юристи використовували американські моделі для розробки законів у Нацистській Німеччині. Закони США про громадянство та закони про заборону змішаних шлюбів, безпосередньо вплинули на два головних Нюрнберзьких закони — Закон про громадянство та Закон про кров.
Термін «націонал-соціалізм» виник із спроб створити націоналістичне перевизначення «соціалізму», як противагу інтернаціональному марксистському соціалізму і капіталізму вільного ринку. Нацисти у Німеччині прагнули досягти створення цієї «людської спільноти» (нім. Volksgemeinschaft) заради об'єднання всіх німців як національних товаришів, водночас без урахування тих, хто вважався чужинцем суспільства чи був представником іншої раси (нім. Fremdvölkische). Націонал-соціалізм відхиляв марксистську концепцію класової боротьби, ідеї класової рівності і міжнародної солідарності, і прагнув захистити приватну власність і бізнес.
Партія німецьких націонал-соціалістів заснована як паннімецька націоналістична й антисемітська Німецька робітнича партія 5 січня 1919 року. На початку 1920-х років Адольф Гітлер взяв на себе керування організацією, перейменованою на Націонал-соціалістичну робітничу партію Німеччини (нім. Nationalsozialistische Deutsche Arbeiterpartei; NSDAP). Програма партії, ухвалена 1920 року, закликала до єдиної Великої Німеччини, позбавлення громадянства євреїв (осіб єврейського походження), водночас підтримуючи земельну реформу і націоналізацію деяких галузей промисловості. У Mein Kampf, написаній Гітлером 1924 року в ув'язненні, він виклав антисемітизм і антикомунізм в центрі своєї політичної філософії, а також презирство до парламентської демократії і віру в право Німеччини на територіальні завоювання.
1933 року за підтримки консервативніших еліт, Гітлер став канцлером Німеччини і нацисти поступово створили однопартійну державу, в якій євреї, політичні супротивники та інші «небажані» особи були маргіналізовані, наостанку з кількома мільйонами ув'язнених і вбитих. Гітлер очистив партію від найсоціальніших та економічно радикальних угруповань в середині 1934 року в Ніч довгих ножів, а після смерті президента Гінденбурга, уся політична влада була вже зосереджена в руках фюрера («вождя»).

## Місце в політичному розкладі

Зліва направо: фюрер Адольф Гітлер, рейхсмаршал Герман Ґерінг, міністр пропаганди Йозеф Геббельс, заступник фюрера по партії Рудольф Гесс.

Більшість науковців визначають нацизм як у теорії, так і на ділі, як різновид ультраправої політики. Ультраправі течії в нацизмі містять довід, що вищі люди мають право верховодити іншими людьми та очищати суспільство від нібито нижчих істот.

У «Майн кампф» Гітлер прямо нападав як на лівих, так і на правих політиків у Німеччині, кажучи:
    Сьогодні особливо наші ліві політики постійно наполягають на тому, що їхня боягузлива й угодницька зовнішня політика, неодмінно є наслідком роззброєння Німеччини, тоді як правда полягає у тому, що це політика зрадників… Але політики правого напрямку заслуговують такого-ж докору. Саме через їхнє жалюгідне боягузтво ті розбійники з євреїв, які прийшли до влади 1918 року, змогли відібрати у нації зброю.
У промові, виголошеній у Мюнхені 12 квітня 1922 року, Гітлер проголосив:
    У Німеччини є лише дві можливості; не думайте, що народ назавжди триматиметься за серединну партію, партію компромісів; одного дня він звернеться до тих, хто найпослідовніше передвіщав прийдешню руїну і прагнув відмежуватися від неї. А та партія або ліва: і тоді Бог нам у поміч! бо вона приведе нас до цілковитої загибелі — до більшовизму, або ж це партія права, яка нарешті, коли народ у цілковитому розпачі, коли він втратив весь свій дух і вже ні у що не вірить, але водночас має намір безжально захопити кермо влади — це початок опору, про який я казав кілька хвилин тому.
Гітлер часом переосмислював соціалізм. Коли Джордж Сильвестр Вірек брав інтерв'ю у Гітлера в жовтні 1923 року і запитав його, чому він називає свою партію «соціалістами», він відповів:
    Соціалізм — це наука про спільний добробут. Комунізм — це не соціалізм. Марксизм — також не соціалізм. Марксисти вкрали цей термін і спотворили його значення. Я заберу соціалізм у соціалістів. Соціалізм — давньоарійський, германський лад. Наші німецькі предки володіли певними спільними землями. Вони леліяли задум загального блага. Марксизм не має права лаштуватися під соціалізм. Соціалізм, на противагу від марксизму, не відкидає приватну власність. У протилежність від марксизму, він не передбачає заперечення особистості і, супроти марксизму, є патріотичним.
1929 року, Гітлер виступив із промовою перед групою нацистських лідерів і спростив тлумачення «соціалізм» до значення: 
Соціалізм! Це зовсім невдале слово… Що насправді означає соціалізм? Якщо люди мають що їсти і що робити, то вони мають свій соціалізм.
Деякі науковці ототожнюють нацизм в дійсності як один з різновидів ультраправої політики. Ультраправі течії нацизму передбачають твердження, що окремі особливі люди мають право панувати над іншими, і суспільство повинне за допомогою чисток позбавлятися від нижчих верств. Адольф Гітлер та інші його прихильники, безперечно зображують нацизм — як ні лівий, ані правий, але синкретичний.
Більшість сучасних дослідників фашизму і нацизму розглядають націонал-соціалізм як різновид (але не „зразковий“) фашизму, в широкому розумінні цього терміна, як певного типу ідеологій — „родового фашизму“ (англ. generic fascism), а не італійського, який також є лише однією із видозмін „родового фашизму“, хоча й хронологічно першою. Водночас термін „фашизм“ використовується для позначення широкого розбігу політичних рухів, що існували в різних країнах, тоді як назву „націонал-соціалізм“ застосовують переважно стосовно до політики й ідеології Націонал-соціалістичної партії Німеччини та Третім Рейхом.

Гітлер виражав несприйняття капіталізму, вважаючи його єврейським породженням і звинувачував капіталізм у тому, що він тримає нації як викуп за інтереси паразитичного космополітичного класу рантьє. Він також  заперечно ставився до комунізму та егалітарних видів соціалізму, стверджуючи, що нерівність та підпорядкування, є корисними для нації. Він вважав, що комунізм був винайдений євреями, аби послабити нації шляхом сприяння класовій боротьбі. Після свого приходу до влади, Гітлер дотримувався прагматичного ставлення щодо економіки, визнаючи приватну власність і дозволяючи капіталістичним приватним підприємствам існувати доти, поки вони дотримуються прагнень нацистської держави, але не допускаючи підприємств, які, на його думку, суперечать національним інтересам.

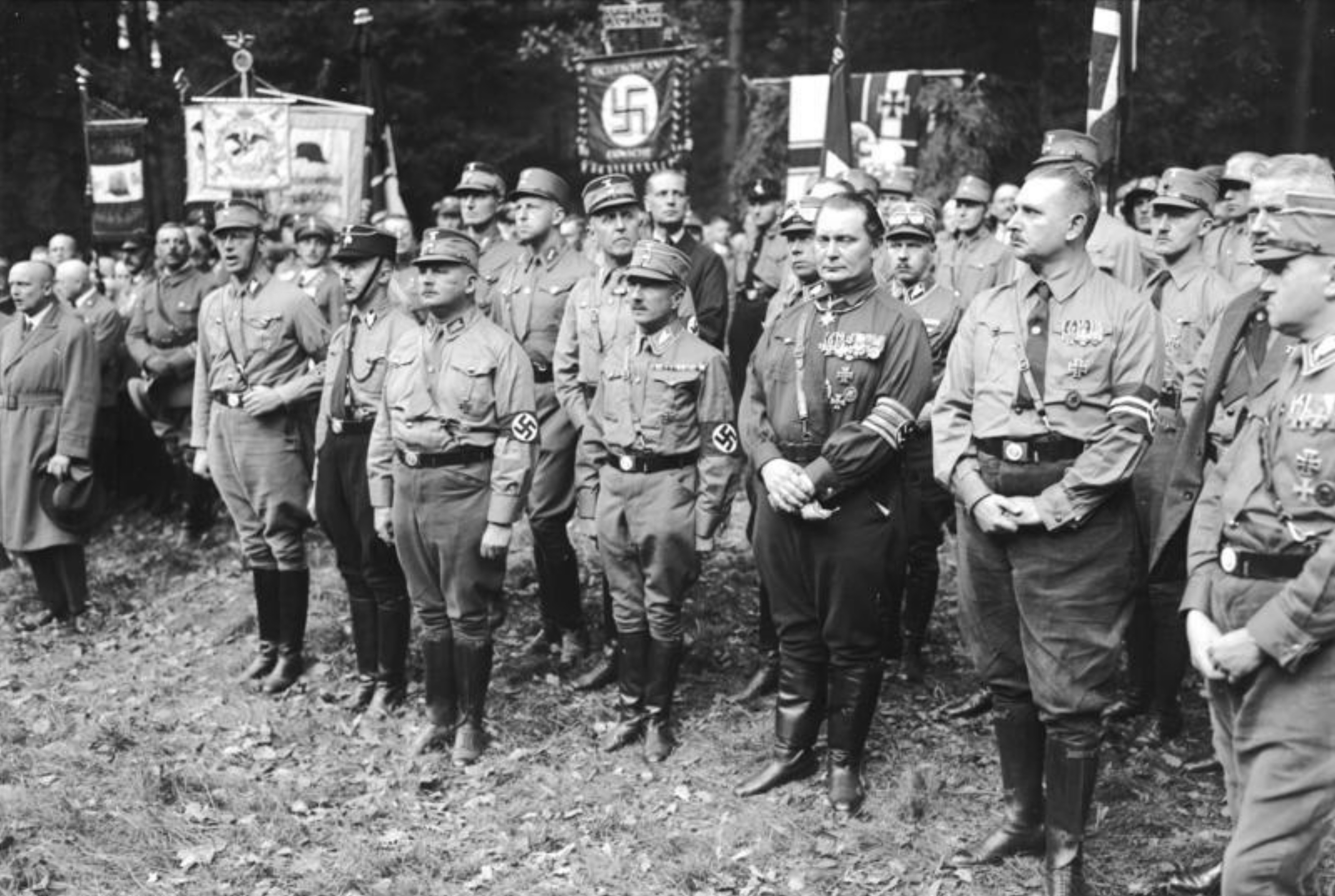
Нацисти разом із членами ультраправої реакційної та монархічної Німецької національної народної партії (DNVP) під час короткого альянсу NSDAP-DNVP на Гарцбурзькому фронті (тимчасове політичне об'єднання проти Соціал-демократичної та Комуністичної партій) з 1931 по 1932 рік

Провідникам німецького бізнесу, не подобалася нацистська ідеологія, але вони підтримали Гітлера, оскільки вважали нацистів корисним союзником задля просування власних інтересів. Бізнес-групи робили значні грошові внески нацистській партії як до, так і після захоплення нацистами влади, сподіваючись, що нацистська диктатура знищить організований робітничий рух і ліві партії. Гітлер діяльно намагався отримати підтримку бізнес-лідерів, стверджуючи, що приватне підприємництво несумісне з демократією.
Хоча він виступав проти комуністичної ідеології, Гітлер неодноразово прилюдно хвалив очільника Радянського Союзу Йосипа Сталіна (Джугашвілі) та й взагалі сталінізм. Гітлер виславляв Сталіна за прагнення очистити Комуністичну партію Радянського Союзу від єврейського впливу, відзначаючи зачистку Сталіним провідних радянських комуністів єврейського походження, як-от Лев Троцький (Бронштейн), Григорій Зінов'єв (Гершен), Лев Каменєв (Розенфельд) і Карл Радек. Хоча Гітлер завжди мав на меті втягнути Німеччину у війну з Радянським Союзом, щоб отримати так званий Lebensraum („життєвий простір“), він підтримував тимчасовий стратегічний союз між нацистською Німеччиною та Радянським Союзом для створення спільного антиліберального фронту, щоби вони разом могли перемогти ліберальні демократії, особливо Францію.
Гітлер також захоплювався Британською імперією та її колоніальною системою як живим доказом німецької переваги над „нижчими“ расами та бачив Сполучене Королівство природним союзником Німеччини. Він писав у Mein Kampf: „Протягом тривалого часу в Європі будуть лише дві держави, з якими Німеччина може укласти союз. Ці держави — Велика Британія та Італія“.
Фрідріх Гаєк у «Шляху до рабства» детально розглядає спільні витоки та спорідненість соціалізму та нацизму. Зокрема, він наголошує, що лідери Італії та Німеччини починали як соціалісти, а закінчували як фашисти та нацисти. Комуністи і фашисти (нацисти) частіше вступали у сутички між собою, ніж іншими партіями.
Для безпосередніх спостерігачів усе більш очевидною ставала однакова природа 

соціалізму і фашизму. При цьому реалізація соціалістичної програми означає знищення свободи. Але очевидні протиріччя між соціалізмом і свободою не перешкоджають соціалістам сповідувати ідеали свободи.   Поки всі зв’язки між фактами не буде виявлено максимально чітко, більшість людей не повірить у те, що демократичний соціалізм, ця велика утопія останніх кількох поколінь, недосяжний, а прагнення його породжує дещо настільки відмінне, що більшість його прихильників не будуть готові прийняти наслідки.

## Ідеологія
Від 1920 до 1923 року Адольф Гітлер розробив ідеологію, що була викладена ним у вже згаданій вище біографічній книзі „Моя боротьба“ (нім. Mein Kampf), котра вийшла друком у 1925-26 роках як політичний маніфест.
Проголошені положення ідеології націонал-соціалізму:
1. Міжкласова солідарність: між класами можлива співпраця. Спільність інтересів та шляхів набагато важливіші, ніж відмінності. Взаємодія — основа будь-якого розвитку.
2. Націоналізм: головним чинником солідарності є належність до однієї нації. Національна єдність суттєво важливіша, ніж класові розбіжності.
3. Елітаризм: всі люди різні, тож кожен має власний шлях самовираження.
4. Недоторканість приватної власності.
5. Легітимність: влада здобувається законно, шляхом народного визнання. Стійкий розвиток досягається не революціями (стрибкоподібно), а еволюційними (поступовими) змінами.
6. Джерелом влади є організований народ — етносоціальний організм, природна структурна одиниця людства. Народ спроможний виплекати власну еліту, але для цього треба долучити маси до самоорганізації та державотворення.
7. Расизм: вищість нордичної раси, до якої належать німці, котра повинна панувати над нижчими расами. Історія пояснюється, як боротьба рас. Нацисти визначали належність євреїв до нижчої „деструктивної“ раси, яка, відповідно до ідеології нацизму, підлягає знищенню (див: Голокост).

Націонал-соціалізм, являючись виразно синкретичною ідеологією, що складається з правих та лівих ідеологічних прихильників, був і залишається головним противником всієї лінійки лівих ідеологій.
Перше систематичне і критичне дослідження націонал-соціалізму як тоталітарної системи, порівняння його з іншою антигуманною системою — його „антиподом-двійником“ комунізмом, було зроблене у праці американського політолога німецького походження, соціолога і філософа Ганни Арендт — „Походження тоталітаризму“.
Арнольд Тойнбі вказував на спорідненість деяких політичних режимів:

| Успіх ленінського диктаторського режиму однопартійного типу доведений багатьма його наслідувачами. Проминувши тих наслідувачів, що називали себе комуністами, вкажімо лише на режим, установлений Мустафою Кемалем Ататюрком задля повного відродження Туреччини; на фашистський режим Муссоліні в Італії; на націонал-соціалістичний режим Гітлера в Німеччині. |

### Релігія
Програма нацистської партії 1920 року запевняла у свободі для всіх релігійних конфесій, які не були ворожими державі, а також підтримувала хороше християнство, заради боротьби з „єврейсько-матеріалістичним духом“. Добре християнство було зміненим різновидом християнства, яке наполягало на расовій чистоті та націоналізмі. Нацистам допомагали такі теологи, як Ернст Бергман. У власній праці Die 25 Thesen der Deutschreligion (Двадцять п'ять пунктів німецької релігії) Бергман дотримувався думки, що Старий Заповіт Біблії є неточним, разом із частинами Нового Завіту, стверджуючи, що Ісус не був євреєм, натомість був арійського походження, і він також наголошував, що Адольф Гітлер був новим месією.
Гітлер засудив Старий Заповіт як „Біблію сатани“ і використовуючи частини Нового Заповіту, він

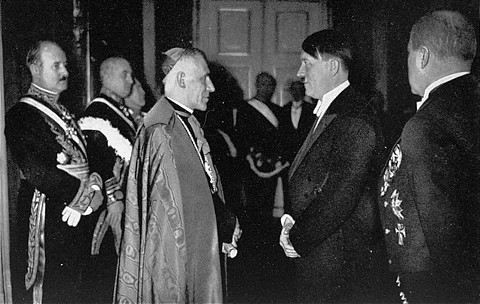
Гітлер 1935 року з Чезаре Орсеніго, нунцієм католицької церкви в Німеччині

намагався довести, що Ісус був і арієм, і антисемітом, наводячи такі уривки, як от: Іоанна 8:44, де він зазначив, що Ісус кричить на „юдеїв“, а також каже їм: „Ваш батько — диявол“, і Очищення Храму, де змальовується побиття Ісусом „Дітей диявола“. Гітлер стверджував, що Новий Заповіт містить спотворення апостола Павла, якого Гітлер показав як „масового вбивцю, котрий перетворився на святого“. У своїй пропаганді нацисти використовували твори Мартіна Лютера, протестантського реформатора. Вони прилюдно показували оригінальне видання „Про євреїв та їхню брехню“ Лютера під час щорічних мітингів у Нюрнберзі. Нацисти підтримали пронацистську протестантську організацію німецьких християн.
Спочатку нацисти були дуже ворожі до католиків, через те що більшість католиків підтримували німецьку Центристську партію. Католики виступали проти пропаганди нацистами примусової стерилізації тих, кого вони вважали неповноцінними, а католицька церква заборонила власним членам голосувати за нацистів. 1933 року, нацисти почали масове насильство проти католиків через їхній зв'язок із Центристською партією та несприйняття законів про стерилізацію, нацистського режиму. Нацисти вимагали від католиків заяви про свою лояльність до німецької держави. У власній пропаганді нацисти використовували елементи католицької історії Німеччини, зокрема німецький католицький тевтонський орден та їхні походи у Східну Європу. Нацисти визначили їх як „вартових“ на Сході проти „слов'янського хаосу“, хоча поза цією символікою вплив Тевтонських лицарів на нацизм був обмеженим. Гітлер також визнав, що нічні мітинги нацистів були натхненні католицькими обрядами, свідком яких він був під час свого католицького виховання. Нацисти дійсно прагнули повного примирення з католицькою церквою, і вони схвалили створення пронацистської католицької організації Kreuz und Adler, яка виступала за таку форму національного католицизму, котра примирила б вірування католицької церкви з нацизмом. 20 липня 1933 року між нацистською Німеччиною та католицькою церквою було підписано конкордат (Reichskonkordat), який в обмін на схвалення католицької церкви в Німеччині, вимагав від німецьких католиків бути прихильними до німецької держави. Тоді католицька церква скасувала заборону членам, які підтримують нацистську партію.
Під час Другої світової війни та фанатизації націонал-соціалізму, священики та черниці все частіше потрапляли в поле зору гестапо та СС. У концтаборах створювалися окремі блоки для священників, а будь-який церковний опір суворо переслідувався. Сестра монастиря Марія Рестітута Кафка була засуджена народним судом до смерті й страчена лише за нешкідливу пісню з ганою режиму. Польські священики у великих кількостях потрапляли до концтабору Аушвіц. Католицькі групи опору, як от ті, що оточували Романа Карла Шольца, безоглядно переслідувалися. Хоча католицький опір часто був антивоєнним і пасивним, є також приклади активної боротьби з націонал-соціалізмом. Група навколо священика Генріха Майєра звернулася до американської секретної служби та надала їм плани й ескізи розташування ракет V-2, танків Tiger, Messerschmitt Bf 109 і Messerschmitt Me 163 Komet та їхніх виробничих місць, щоб вони могли успішно бомбити заводи. Після війни їхню історію часто забували також тому, що вони діяли всупереч чітким інструкціям церковної влади.
Історик Майкл Берлі стверджує, що нацизм застосовував християнство з політичною метою, але таке використання вимагало, щоби „фундаментальні догмати були викреслені, але решта — розсіяна релігійна емоційність, мала своє використання“. Берлі стверджує, що нацистська концепція духовності була „усвідомлено язичницькою та примітивною“.

### Расові теорії
У власній расовій категоризації, нацизм розглядав те що він називав арійською расою, як панівну расу світу — расу, котра була вищою за всі інші раси. Він визначав арійців як осіб, котрі перебувають у расовому протиборстві з народами змішаної раси, євреями, котрих нацисти вважали небезпечним ворогом арійців. Він також вважав низку інших народів загрозливими для добробуту арійської раси. Щоби зберегти сприйману расову чистоту арійської раси, 1935 року було ухвалено набір расових законів, які стали відомі як Нюрнберзькі закони. Спочатку ці закони забороняли лише статеві стосунки та шлюби між німцями та євреями, але згодом вони були поширені на „циган, негрів та їхніх виродків“, яких нацисти показували як людей „чужої крові“. Такі стосунки між арійцями (пор. арійське свідоцтво) і неарійцями, тепер каралися згідно з расовими законами як Rassenschande або „осквернення раси“. Після початку війни 1939-го, закон про осквернення раси було поширено на всіх іноземців (не німців). У нижній частині расової шкали неарійців перебували євреї, роми, слов'яни та чорношкірі.

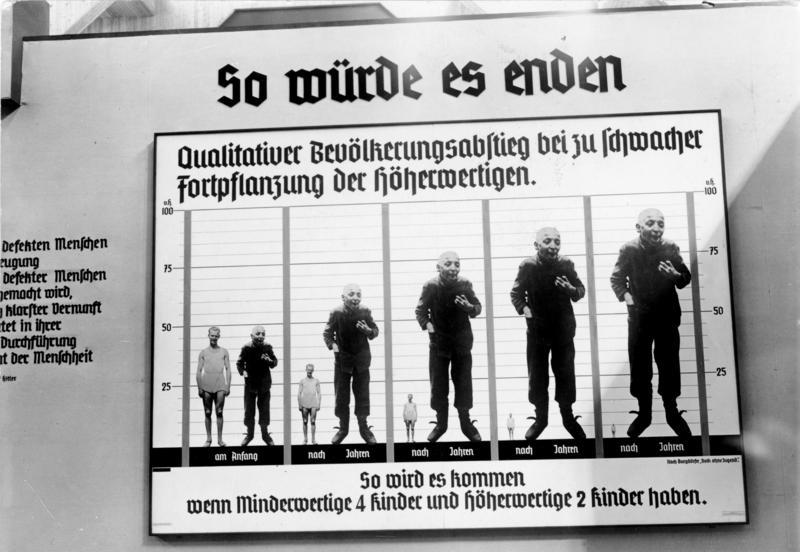
„Плакат“ з виставки „Диво життя“ в Берліні 1935 року

Аби зберегти „чистоту і силу“ арійської раси, нацисти зрештою прагнули знищити євреїв, ромів, слов'ян, а також фізично й розумово неповноцінних. Інші групи, котрі вважалися „дегенеративними“ та „асоціальними“, й які не були метою винищення, але піддавалися винятковому ставленню з боку нацистської держави, стосувалися гомосексуалістів, темношкірих, Свідків Єгови та політичних опонентів. Одним з марнославних бажань Гітлера на початку війни, було знищити, вигнати чи поневолити більшість, або всіх слов'ян із Центральної та Східної Європи, щоб отримати життєвий простір для німецьких поселенців.
Шкільний підручник нацистської доби для німецьких учнів під назвою „Спадковість і расова біологія для студентів“, написаний Якобом Графом, надавав учням нацистське бачення арійської раси в розділі під назвою „Арієць: творча сила в історії людства“. Граф стверджував, що первісні арійці пішли від скандинавських народів, які вторглися в Стародавню Індію та заснували там початковий розвиток арійської культури, котра згодом поширилася на прадавню Персію, і він наголошував, що арійська присутність у Персії була причиною її переродження на імперію. Він стверджував, що давньогрецьку культуру розвинули скандинавські народи, про що нібито свідчили картини того часу, на яких зображені греки були високими, світлошкірими, ясноокими людьми зі світлим волоссям. Він сказав, що Римська імперія була створена італіками, які були спорідненими з кельтами, котрі також були скандинавським народом. Він вважав, що зникнення нордичної складової населення Стародавньої Греції та Стародавнього Риму, призвело до їхнього занепаду. Вважалося, що епоха Відродження розвинулась у Західній Римській імперії завдяки подальшому переселенню народів, яке забезпечило нову нордичну кров на землі імперії, наприклад, наявність нордичної крові у лангобардів; що залишки вестготів дотичні до створення Іспанської імперії; і що спадщина франків, готів і германських народів у Франції була тим, що відповідало за її піднесення як великої держави. Він наголошував, що звеличення Російської імперії відбулося завдяки людям норманського походження. Він тлумачив розвій англосаксонських суспільств у Північній Америці, Південній Африці та Австралії як наслідок скандинавської спадщини англосаксів. Він завершив ці думки словами: „Творча сила Скандинавів скрізь побудувала могутні імперії з

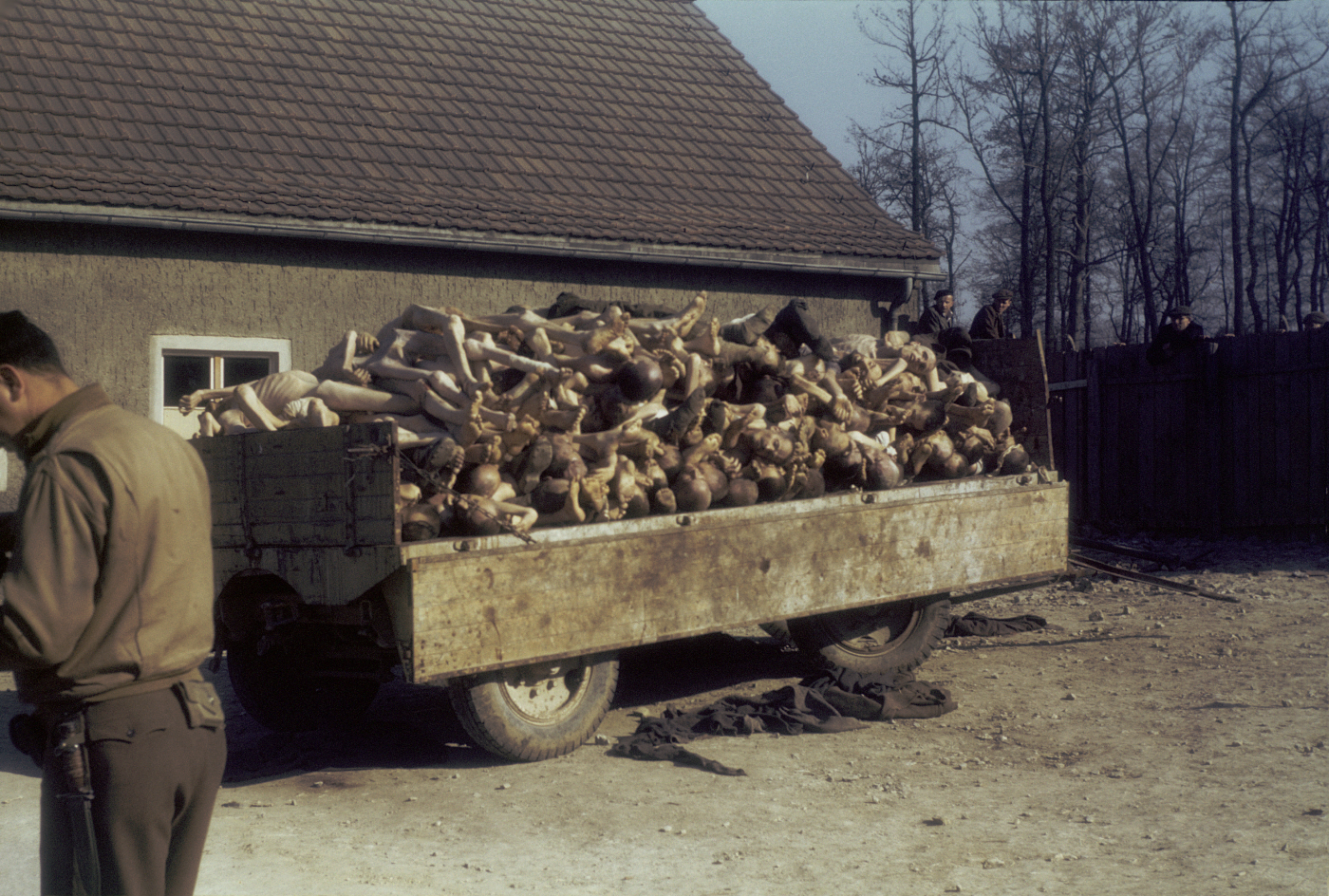
Наслідки расової теорії. Причіп, завалений спотвореними від голоду і знущань трупами, біля крематорію концентраційного табору Бухенвальд

високими задумами, і до цього дня арійські мови та культурні цінності поширені на значній частині світу, хоча творча нордична кров вже давно зникла у багатьох місцях“.
У нацистській Німеччині задум створення панівної раси призвів до спроб „очистити“ Deutsche Volk (німецький народ) за допомогою євгеніки, а її вершиною стала примусова стерилізація або насильна евтаназія фізично чи розумово неповносправних людей. Після Другої світової війни, програма евтаназії була названа Action T4. Ідеологічним обґрунтуванням евтаназії, був погляд Гітлера на Спарту (XI ст. — 195 р. до н. е.) як на первісну державу Völkisch, і він вихваляв безпристрасне знищення Спартою вроджено потворних немовлят, для збереження расової чистоти. Деякі неарійці записалися до нацистських організацій, як-от Гітлер'югенд і Вермахт, зокрема німці африканського походження та особи єврейського походження. Нацисти почали впроваджувати політику „расової гігієни“, щойно здобули владу. У липні 1933 року „Закон про запобігання спадково хворому нащадку“ передбачав обов'язкову стерилізацію для людей із низкою захворювань, які вважалися спадковими, наприклад шизофренія, епілепсія, хвороба Гантінгтона та „імбецильність“. Стерилізація також була обов'язковою у разі наявності хронічного алкоголізму та інших форм соціального відхилення. Приблизно 360 000 людей було стерилізовано за цим законом між 1933 і 1939 роками. Хоча деякі нацисти пропонували поширити цю програму на людей з фізичними вадами, але такі думки потрібно було висловлювати обережно, враховуючи те, що деякі нацисти мали фізичні вади, наприклад одна з найвпливовіших постатей режиму, Йозеф Геббельс, мав пошкоджену праву ногу.
Нацистський расовий теоретик Ганс Ф. К. Гюнтер стверджував, що європейські народи поділяються на п'ять рас: нордичну, середземноморську, динарську, альпійську та східнобалтійську. Гюнтер застосував нордизм, щоби виправдати власне переконання в тому, що норди були найвищими в расовій ієрархії. У власній книжці Rassenkunde des deutschen Volkes (1922) („Расова наука німецького народу“) Гюнтер визнавав, що німці складаються з усіх п'яти рас, але наголошував на потужній нордичній спадщині серед них. Гітлер читав Rassenkunde des deutschen Volkes, і це вплинуло на його расову політику. Гюнтер вважав, що слов'яни належать до „східної раси“, і застерігав від змішування німців з ними. Нацисти описували євреїв як расово змішану групу переважно близькосхідних і східних расових типів. Оскільки такі расові групи були зосереджені за межами Європи, нацисти стверджували, що євреї були „расово чужими“ для всіх європейських народів тобто вони не мали глибокого расового коріння в Європі.
Гюнтер наголошував на близькосхідній расовій спадщині євреїв. Гюнтер визначив повсюдне навернення хозарів до юдаїзму у VIII столітті, як утворення двох основних гілок єврейського народу: представники переважно близькосхідної расової спадщини, стали євреями-ашкеназі (їх він називав східними євреями), а представники здебільшого східної расової спадщини, стали євреями-сефардами (їх він називав південними євреями). Гюнтер стверджував, що близькосхідний тип складався з комерційно налаштованих і хитрих торговців, і що цей тип мав потужні психологічні навички впливу на людей, які допомагали їм у торгівлі. Він запевняв, що близькосхідна раса була „вирощена не стільки для завоювання та експлуатації природи, скільки для завоювання та визискування людей“. Гюнтер вважав, що європейські народи мали расово обумовлену відразу до людей близькосхідного расового походження та їхніх рис, і як доказ цього він наводив численні приклади зображень сатанинських фігур із близькосхідною фізіономією в європейському мистецтві.
Гітлерівський задум арійської Herrenvolk („арійської панівної раси“) відкидав переважну більшість слов'ян із Центральної та Східної Європи (тобто поляків, росіян, українців тощо). Їх вважали расою людей, не схильних до вищої форми цивілізації, та яка перебувала під дією підсвідомої сили котра мимовільно повертала їх назад до первісної природи. Нацисти також вважали, що слов'яни мають небезпечний єврейський та азійський, тобто монгольський, вплив. Через це нацисти оголосили слов'ян Untermenschen („недолюдьми“). Нацистські антропологи намагалися науково довести історичну домішку слов'ян, які жили далі на Схід, і провідний нацистський расовий теоретик Ганс Гюнтер вважав слов'ян переважно нордичними людьми багато століть тому, але він наголошував, що вони з часом змішалися з ненордичними типами. Винятки робилися для невеликого відсотка слов'ян, яких нацисти визнавали нащадками німецьких поселенців отже придатними для германізації та вважалися частиною арійської панівної раси. Гітлер визначав слов'ян як „безліч природжених рабів, котрі відчувають потребу в господарі“. Нацистське уявлення про слов'ян як про нижчих, слугувало виправданням їхнього бажання створити Lebensraum для німців та інших німецьких народів у Східній Європі, куди можна буде переселити мільйони німців та інших німецьких поселенців, коли ці землі будуть завойовані, тоді як корінні слов'янські мешканці мали б бути знищені, видалені або поневолені. Політика нацистської Німеччини змінилася щодо слов'ян у відповідь на нестачу військової сили, що змусило їх дозволити слов'янам служити в її збройних силах на окупованих територіях, попри те, що вони продовжували вважатися „неповноцінними людьми“.

Гітлер наголошував, що расове зіткнення проти євреїв було потрібне для того, щоби врятувати Німеччину від страждань під ними, і він відкинув побоювання, що поводження з ними було нелюдським і несправедливим:
    Ми можемо бути нелюдяними, але якщо ми врятуємо Німеччину, то досягнемо найбільшої справи у світі. Ми можемо творити несправедливість, але якщо ми врятуємо Німеччину, то ми усунемо найбільшу несправедливість у світі. Ми можемо бути неморальними, але якщо наш народ врятовано, ми відкриємо шлях для моралі.
Нацистський пропагандист Йозеф Геббельс часто використовував антисемітську риторику, щоби підкреслити такий погляд: „Єврей є ворогом і знищувачем чистоти крові, свідомим руйнівником нашої раси“.

## Націонал-соціалізм у різних країнах

### Німеччина
Попередник нацистської партії, пангерманська націоналістична та антисемітська Німецька робітнича партія (DAP), була заснована 5 січня 1919 року. На початку 1920-х років вона була перейменована в Націонал-соціалістичну німецьку робітничу партію, щоби достукатися до лівого робітничого крила— перейменування, проти якого Гітлер спочатку заперечував. Націонал-соціалістична програма, або „25 пунктів“, була схвалена 1920 року і загалом закликала до створення об'єднаної Великої Німеччини, яка відмовить в громадянстві євреям або особам єврейського походження, водночас підтримає земельну реформу та націоналізацію деяких галузей промисловості.
Нацистська партія отримала найбільшу частку голосів на двох загальних виборах до Рейхстагу 1932 року, що зробило її найбільшою партією в законодавчому органі, хоча це-й не складало абсолютної більшості (37,3 % 31 липня 1932 року та 33,1 % у листопаді 1932 року). Оскільки жодна зі сторін не схотіла чи не змогла сформувати коаліційний уряд, 30 січня 1933 року Гітлер був призначений канцлером Німеччини президентом Паулем фон Гінденбургом за підтримки та потурання традиційних консервативних націоналістів, які вважали, що можуть контролювати власне його та його партію. Завдяки використанню надзвичайних президентських указів Гінденбурга та зміни у Веймарській конституції, яка дозволяла Кабінету правити прямим указом, минаючи Гінденбурга і Рейхстаг, нацисти незабаром створили однопартійну державу та розпочали Gleichschaltung.
Sturmabteilung (SA) і Schutzstaffel (SS) діяли як воєнізовані організації нацистської партії. Використовуючи для цього завдання СС, Гітлер очистив більш соціально й економічно радикальні фракції партії в середині 1934 року під час „Ночі довгих ножів“, зокрема й керівництво СА. Після смерті президента Гінденбурга 2 серпня 1934 року, політична влада була зосереджена в руках Гітлера, і він став главою держави Німеччини, а також очолив уряд, отримавши титул Führer und Reichskanzler, що означає „лідер і канцлер Німеччини“. З цієї миті Гітлер вже насправді став диктатором нацистської Німеччини — також відомої як Третій Рейх, під владою якої перебували євреї, політичні опоненти та інші „небажані“ вкраплення, котрі згодом були упосліджені, ув'язнені або вбиті.
Найповнішого прикладного втілення, ідеї національного соціалізму набули у XX-му столітті в Німеччині у часи диктатури Націонал-соціалістичної робітничої партії Німеччини (1933–1945) на чолі з Адольфом Гітлером. Опозиційними до Гітлера були ліві нацисти — штрассеристи, ідеологами яких були Грегор та Отто Штрассери. 1934 року, в Німеччині також з'явились терміни „арійська наука“ і „неарійська наука“.
Націонал-соціалістичний (нацистський) режим упроваджував у часи Другої світової війни нацистську расову політику та політику державного терору на окупованих землях. Окремим національним групам (зокрема євреям і циганам) було заборонено працювати на державній службі, мати приватну практику, власний бізнес, отримувати освіту у державних навчальних закладах. Їхня власність підлягала конфіскації, а офіційна пропаганда Третього Рейху розпалювала до цих національних груп почуття упередженості та ненависті.
Під час Другої світової війни, у світі загинуло багато мільйонів людей (мільйони мирних українців та мільйони українських солдат в Червоній армії), зокрема близько двох третин єврейського населення Європи, були зрештою винищені внаслідок геноциду, який став відомий як Голокост.
Діяння та поводження націонал-соціалістичного (нацистського) тоталітарного режиму, були засуджені Нюрнберзьким міжнародним військовим трибуналом у 1945—1946 роках як злочинні.

### Австрія

Прапор Австрійської партії свободи

В Австрії існує Австрійська партія свободи (АПС) — право-популістська і націонал-консервативна політична партія Австрії з відверто проросійськими та пропутінськими поглядами. Партія станом на початок 2023-го, була третьою за величиною політичною силою в Австрії після двох найбільших: лівої Соціал-демократичної та помірковано консервативної Австрійської Народної Партії. Попередник партії АПС — так званий „Союз незалежних“, був об'єднанням груп із різними поглядами. Поряд із багатьма колишніми націонал-соціалістами, котрі 1945 року на перших виборах виборах до Національрату не мали виборчого права, у ній також були представлені колишні так звані „великонімці“, колишні ладбюндлери і молодша плеяда війни. 1957 року на основі „Союзу незалежних“, утворилась Австрійська партія свободи.
1999 року, АПС перемогла на виборах в Австрії, що викликало повне несприйняття в інших європейських країнах. Європейський Союз застосував неофіційні дипломатичні санкції до Австрії, вперше запровадивши покарання проти власної країни-члена. Двосторонні відносини були заморожені (зокрема й взаємини та зустрічі на міжурядовому рівні), а австрійські кандидати не підтримувалися на посади в міжнародних офісах Європейського Союзу. Австрія погрожувала накласти вето на всі заявки нових країн щодо членства в Європейському Союзі, доки ці санкції не будуть зняті.
Попри те, що син Австрії, Адольф Гітлер, зрідка згадується тепер на його батьківщині, 2016 року кандидат у президенти Александер Ван дер Беллен (народився в сім'ї російського голландця — біженця з СРСР) під час тодішніх теледебатів у прямому ефірі, скористався власною текою та привселюдно створив фотомонтаж із двома зображеннями фюрера і згодом переміг у виборах.

### Данія

Знак НСРПД

Після успіху німецьких нацистів на виборах до рейхстагу 1930 року, у Копенгагені того ж року 16 листопада, була заснована Націонал-соціалістична робітнича партія Данії (НСРПД/DNSAP) — найбільша націонал-соціалістична партія країни, до та під час Другої світової війни. Найбільшого розквіту зазнала за часів німецької окупації Данії.
Офіційно розпущена 1945 року після звільнення Данії військами союзників, майже повністю втративши народну підтримку.

### Швеція
Націонал-соціалістична робітнича партія Швеції була заснована в Швеції 1933 року. Засновником партії був колишній член Націонал-соціалістичної партії Свен Улоф Ліндхольм. Молодіжним крилом партії була група Ungdom Nordisk, яка діяла за зразком НСДАП. Партія ототожнювала себе зі штрассеризмом, ліворуч від нацизму. Вона поступово віддалилася від будь-яких зв'язків з Німеччиною, поки остаточно не порвала з нацизмом. З 1938 року вона змінила назву на Шведська соціалістична єдність і прибрала партійну символіку (свастику), пов'язану з нацистським рухом. Партія зникла під час Другої світової війни. Партія розпалася після 1945 року, а її колишні члени створили Den Svenske Folksocialisten.

### Норвегія
Основною фашистською групою в Норвегії був „Насьйональ Самлінг“ Відкуна Квіслінга. Квіслінг починав свою кар'єру як активіст Християнсько-демократичної селянської партії, після розколу в партії створив нову партію, яка до 1935 була консервативно-релігійною. Після 1935 року, партія зблизилася з націонал-соціалізмом. 9 квітня 1940 р. партія здійснила державний переворот і за допомогою нацистів утворила колабораціоністську військову хунту. Сем Квіслінг 1943 року став прем'єр-міністром уряду-сателіта Норвегії. Після звільнення Норвегії ім'я Квіслінга стало синонімом слова „колабораціоніст“.

### Нідерланди
Нідерландський націонал-соціалістичний рух був заснований у Нідерландах, у вигляді групи за взірцем італійських та німецьких фашистів. Однак після 1936 року, партія вже не була антисемітською, і навіть кілька голландців єврейського походження належали до неї.

### Бельгія
У Фландрії (Бельгія) з 1933 року діяв Фламандський національний союз на чолі зі Стафом де Клергом. Партія оголосила про готовність відокремити Фландрію від Бельгії і приєднати цей регіон до батьківщини — Нідерландів. Christus Rex, заснований Леоном Дегрелем, діяв у Валлонії нарівні з FZN. Обидві групи висловлювали захоплення Гітлером і проповідували антисемітизм, а ультракатолицизм був очевидним стосовно рексистів. Під час війни ці партії пішли на співпрацю з нацистами. Активісти цих угруповань створили колабораціоністські військові частини — 28-му добровольчу панцергренадерську дивізію СС (1-шу валлонську) Валонію та Фландрський легіон.

### Угорщина
У 1920-х роках прем'єр-міністром Угорщини був Дюла Гембеш, який використовував термін націонал-соціалізм і посідав рішучу пронімецьку позицію. В Угорщині в 1938—1945 роках діяла близька за ідеологією та діяльністю націонал-соціалізму, партія „схрещених стріл“, яку очолював Ференц Салаші. Під час свого правління партійці проводили політику винищення єврейського населення. 1945 року, партія була заборонена і розпущена.

### Чехословаччина
За кілька років до початку Другої світової війни, німецькою державною агентурою у країні, серед німецької національної меншини, була створена Судето-німецька партія, насправді як філія Націонал-соціалістичної робітничої партії Німеччини, що проповідувала ідеологію націонал-соціалізму. Цю партію очолив Конрад Генлейн.
Національно-соціалістична партія Чехословаччини (чеськ. Československá strana národně socialistická) була близькою до президента країни Е. Бенеша.
Національне партнерство Богемії і Моравії — єдина політична партія Протекторату Богемії та Моравії націонал-соціалістичного спрямування.

### Болгарія
1932 року, в Болгарії було засновано пронацистський національно-соціальний рух, пов'язаний з Національним союзом болгарських легіонів. Коли Болгарія 1944 року уклала союз із СРСР, лідери НРС втекли до Рейху та заснували там болгарський колабораціоністський уряд у вигнанні.

### Хорватія
Хорватські усташі зазнали значного впливу нацизму. Статус очільника групи, Анте Павелича, Поглавник, засновувався на титулах дуче Беніто Муссоліні та фюрера Адольфа Гітлера. Усташі відповідальні за геноцид; під час свого тоталітарного правління вони здійснювали повсюдне знищення євреїв, циган, сербів і хорватів, які сповідували православ'я або були звинувачені в комунізмі.

### Греція
Під час окупації Греції німці намагалися створити фашистський уряд. Уряд очолив грецький фашист Георгіос Цолакоглу. Там колабораціоністи заснували підрозділи, відомі як батальйони безпеки, котрі вели боротьбу проти республіканського партизанського руху ELAS та менших груп, які боролися з окупантами.

Логотип Польської націонал-соціалістичної партії

### Польща
У Польщі, вважається, націонал-соціалістичні групи не відігравали помітної ролі. Найважливішими з них, були Націонал-соціалістична робітнича партія (1933—1939) та Рух радикального зцілення Я. Коваль-Ліпінського, який визнається як нацистська група (1934—1938). Серед інших можна назвати: Націонал-соціалістичну партію (1933—1938), Польську націонал-соціалістичну партію (1934 — заборонена 1937-го) та Польську націонал-соціалістичну партію „Варта“.

### Російська Федерація
Докладніше: Російський фашизм

Прапор РНЄ

Термін національний соціалізм вживався для позначення політичних течій не лише в Німеччині, а, наприклад, також в СРСР, де стосовно встановленого у 1920-ті роки політичного режиму, комуністичними політичними діячами вживався термін „режим націонал-соціалізму“.
У РФ 1990 року було засновано організацію „Російська національна єдність“ (РНЄ), що стоїть на засадах фашизму (офіційно не зареєстрована, але брала участь у парламентських виборах Російської Федерації). РНЄ з 2014 року, проводила постійне вербування та відправлення найманців для участі у Війні на сході України. Бойовиків, які подекуди мають татуювання у вигляді портрету Гітлера чи свастику, РНЄ набирає не лише в Російській Федерації (з членів багатьох праворадикальних організацій — „Чорна сотня“, НДІ Боброва-Шульца, тощо), але й в інших країнах, як-от Білорусь.
Рашизм — термін, який використовується низкою науковців, політиків і публіцистів для опису політичної ідеології та соціальної практики російської держави в кінці 20-го та на початку 21-го століть, особливо під час правління Володимира Путіна. Він також застосовується стосовно ідеології російського військового експансіонізму і як ознака для опису їхньої недемократичної системи та національної зверхності, змішаної з ультранаціоналізмом і культом особистості. Термін „рашист“ також широко використовується українськими офіційними особами та ЗМІ для більш загального ототожнення членів збройних сил Російської Федерації та прихильників російської військової агресії проти України.

### Велика Британія
Докладніше: Британський фашизм

Прапор Британського союзу фашистів

Британський союз фашистів (англ. British Union of Fascists) — політичне об'єднання, яке виникло в Великій Британії в часи Великої депресії і стало найчисленнішою британською фашистською організацією в довоєнний період, чия діяльність мала помітний вплив на суспільно-політичне життя країни в 1930-ті роки. 1936 року, партія була перейменована в „Британський союз фашистів і націонал-соціалістів“, а 1937-го стала називатися просто „Британський союз“, проіснувавши під цією назвою до 1940 року, коли була заборонена.
Рух націонал-соціалістичного спрямування був заснований в Англії 1932 року Освальдом Мослі та 1962 Коліном Джорданом, 1967 було створено Національний фронт.

### США

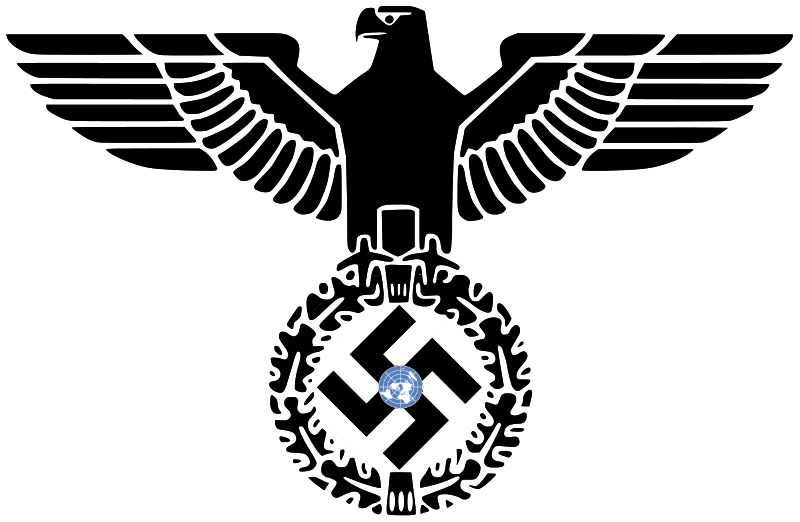
Знак Американської націонал-соціалістичної партії

В США Американська націонал-соціалістична партія була створена 1958 року Джорджем Лінкольном Рокуеллом. Сучасні американські прихильники націонал-соціалізму діють відкрито в межах офіційно зареєстрованих організацій, мають інтернет-портали, видають газети, проводять велелюдні акції і маніфестації — згідно з засадами свободи слова, що забезпечено першою поправкою Конституції США.

### Африка
У Південній Африці 1938 року, були засновані ополчення Afrikaner Ossewabrandwag і Stormjaers. Партія перебувала під впливом НСДАП, а під час Другої світової війни виступала проти співпраці ПАР з Великою Британією. Після терактів, здійснених її членами, деякі її очільники були заарештовані, але партія так і не була офіційно заборонена. Після 1945 року, кілька колишніх членів руху стали частиною диктатури апартеїду. Група була поглинена Національною партією. Колишній бойовик партії „Бальтазар“ Йоганнес Форстер обіймав посаду прем'єр-міністра Південної Африки з 1966 по 1978 рік.

### Україна

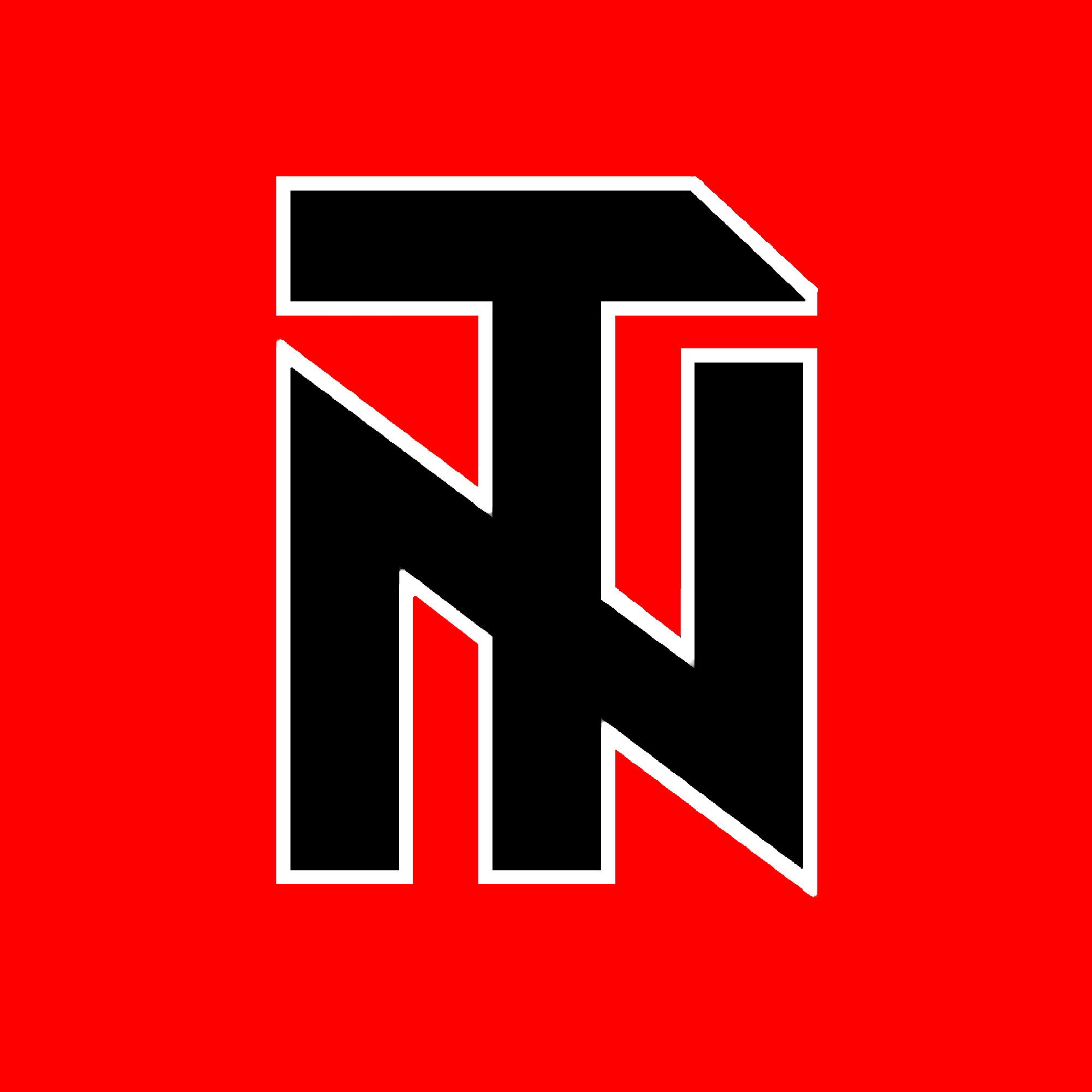
Знак націонал-трудової партії

Ідеології Українського Націонал-Соціалізму дотримувалася у 2005—2009 роках Українська націонал-трудова партія — молодіжна організація, котра офіційно міністерством юстиції України, ніколи зареєстрованою не була. Лідером УНТП був громадянин Російської Федерації, Євген Герасименко (Кріт).
Водночас, треба зауважити, що звинувачення влади України у нацизмі та визначення України як нацистської держави (виступ у Верховній раді у вересні 2016 року, під час вшанування 75 роковини трагедії у Бабиному Яру, президента Ізраїлю, зі звинуваченнями українського народу в жорстокості до євреїв, та у пособництві німецьким нацистам щодо Голокосту; червоно-чорний прапор ОУН; емблема бригади „Азов“; згадування Степана Бандери в позитивному сенсі, тощо), є одним з головних наративів насамперед російської пропаганди, а також з боку деяких інших країн, попри те що 2015 року, Верховна рада України (держави, котра чи не найбільше у світі постраждала від нацизму і сталінізму), ухвалила закон про засудження націонал-соціалістичного режиму, а провідні члени ОУН — Степан Бандера, Андрій Мельник, Олег Ольжич (загинув під час чергових катувань у концтаборі) утримувалися в нацистському Заксенгаузені, Олена Теліга з чоловіком були розстріляні нацистами в Бабиному Яру.

### Білорусь
З 1933-го по 1939 рік, у Західній Білорусі, існувала Білоруська націонал-соціалістична партія (БНСП) — організація білоруських націонал-соціалістів котра діяла під керівництвом Фабіана Акінчица. Друкованим органом партії був часопис „Новий шлях“.
У липні 2019 року в Білорусі було запроваджено кримінальну відповідальність за виправдання нацизму, нарівні з розпалюванням расової чи іншої соціальної ворожнечі.

### Порівняння нацизму з італійським фашизмом
Попри численні подібності між італійським фашизмом і нацизмом, були й важливі відмінності. Для нацизму найвищою цінністю було расистське розуміння нації (Volk), а для італійських фашистів — ідеалістичне розуміння нації. За словами Роджера Ітволла, біологічний расизм і антисемітизм були основою ідеології НСДАП, італійський же фашизм спочатку був вільний від расизму та антисемітизму (існували навіть єврейські активісти, як-от Альдо Фінці), та лише з 1938 року під впливом союзу з Третім Рейхом почали сприймати расистські концепції, хоча в антисемітському дусі та в менш агресивних тонах фашисти виступали з 1919 року. 1919 року Муссоліні наголосив, що єврейські банкіри Нью-Йорка та Лондона відповідальні за революцію в Росії, і що 80 % радянських лідерів були євреями. 1934 року в завершальній декларації Міжнародного фашистського конгресу, серед іншого, говорилося: що євреї проповідують окультизм, намагаються здійснити міжнародну революцію, борються проти християнської цивілізації та патріотичних ідей.
Міф про „арійця“ був присутній в італійському фашизмі з самого початку. Ще 1921 року, Муссоліні описав італійців як представників арійської та середземноморської раси. Муссоліні висловлював занепокоєння з приводу низької народжуваності білих в інших країнах. Муссоліні вирішив, що цю тенденцію можна зупинити, використовуючи євгеніку та підтримуючи народжуваність білих. Однак у той час, італійські фашисти скептично ставилися до німецького расизму, вважаючи предків тодішніх німців гіршими за стародавніх римлян (які переважали в расовій політиці італійських фашистів), тими, чиї предки були неписьменними, коли У Римі були Цезар, Вергілій і Август». Ці думки були расистською відповіддю на нацистське євгенічне дослідження 1934 року, яке дійшло висновку, що «італійці є напівнегроїдною расою» (що, на думку нацистів, повинно було зробити їх нижчими за німців). Ось чому Муссоліні ще на початку 1930-х років казав: «більше немає чистих рас […]. Щасливе схрещування рас часто ставало причиною сили і краси народів. […] Національна гордість, зовсім не потребує расового божевілля».
Спільною складовою їхньої ідеології, був анти-слов'янізм. Уже під час промови 20 вересня 1920 року, Муссоліні назвав слов'ян варварами, а стосовно спірних з Югославією територій підкреслив, що 50 000 варварів, які проживали в цих регіонах, повинні бути замінені 50 000 італійцями. Після захоплення влади, фашисти майже повністю знищили всі культурні організації словенців і повсюдно проводили політику італізації (недаремно національні діячі Словенії заснували визвольну організацію ТИГР, яку знищили італійці 1941 року). У заявах фашистів звучали прямі заклики до винищення всіх представників словенської нації. Близько 7,5 % словенського населення було виселено з місцевості Любляни, а депортовані люди потрапили в італійські концтабори на островах: Раб, Гонарс, Моніго, Реніччі д'Ангіарі, К'єзануова та інших. Насильство проти цивільних осіб словенського походження було улаштовано за зразком нацистів. Генерал Роатта видав особливі настанови, які вимагали від солдатів проводити чистку якомога рішучіше й без оманливого співчуття. Один із солдатів Роатта в листі додому 1 липня 1942 року писав: «Ми повинні вбити всіх від верху до низу, пожалівши невинних». Кожної ночі ми вбиваємо цілі родини (…). Після війни, генерал був у списку найбільш розшукуваних італійських військових злочинців, його розшукував уряд Югославії та інших країн, але він так і не був судимий через те, що з початком холодної війни британський уряд бачив серед деяких військових злочинців, запоруку антикомуністичного шляху післявоєнної Італії.
Політика італійського фашизму щодо Церкви коливалася між брутальністю (напади на католицькі інституції під час боротьби за владу, суперечка навколо освіти молоді 1931 року) і співпрацею (Латеранські угоди 1929 року), згідно з Ґрунбергом, у випадку НСДАП «головна лінія партії в питаннях релігії, була виражена повною опозицією Розенберга до християнства в будь-якому вигляді». Хоча Беніто Муссоліні виявився першим, хто проголосив задум тоталітарної держави, він не розвинув його так, як це зробили нацисти. З погляду соціально-економічної політики, італійські фашисти побудували корпоративну систему, тоді як нацисти надавали перевагу безпосередньому нагляду над економікою з боку державного апарату.
1938 року, італійські фашисти почали зухвалу расистську та антисемітську політику. Крайні погляди були проголошені в «Маніфесті раси» («Manifesto della razza»). Він проповідував суто біологічний задум раси як утворення, не пов'язаного з релігією чи філософією. Згідно з маніфестом, італійці відрізняються від інших народів не лише мовою, культурою, історією, а й зовнішністю та приналежністю до раси арійців із нордичними ознаками. Документ (який був значною мірою копією нацистських Нюрнберзьких законів) підкреслював різницю між західними та східними європейцями, а також між чорношкірими й євреями.

## Боротьба з нацизмом
Див. ще: Рух Опору (Німеччина), Антифашистський рух
Приблизно 77 000 мешканців Німеччини було вбито, через їхню участь у тих чи інших видах спротиву

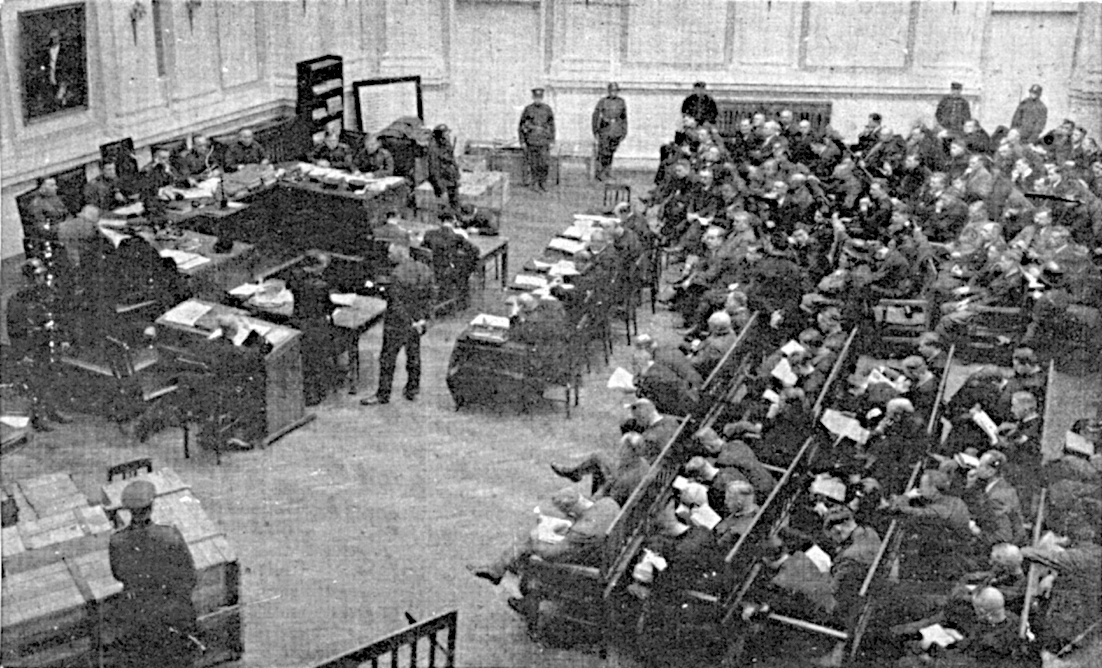
Перший судовий процес над нацистами в Європі, який відбувся в Каунасі 1935 року. Обвинувачені стверджували, що Клайпедська область має бути частиною Німеччини, а не Литви, поширювали пропаганду та готували збройне повстання.

 — Спеціальним Судом, Військово-польовими судами, Народними судами і системою цивільного правосуддя. Багато з них були чиновниками, військовими або цивільними особами, що дозволяло їм брати участь у підривній діяльності і змові проти нацистських порядків. Сучасний кримінальний кодекс Німеччини, забороняє прилюдне заперечення Голокосту та поширення нацистської пропаганди як поза межами країни, так і в Інтернеті. Це стосується розповсюдження зображень, як-от свастики, носіння уніформи СС і виступів на підтримку Гітлера. Він також встановлює суворі правила щодо того, як компанії соціальних медіа повинні модерувати та повідомляти про ненависть та погрози. Ці закони про ворожнечу були посилені минулого року після трьох ультраправих терактів 2019-го та на початку 2020 років, що спонукало німецьку владу попередити про зростання екстремізму. 
«Хвилі ненависті ще агресивніші, ніж до пандемії», — заявила Крістіне Ламбрехт, міністр юстиції Німеччини, у квітні 2021 року про нові правила. «Агітація дуже часто є правоекстремістською, расистською та женоненависницькою. Це серйозна загроза для нашого демократичного суспільства, коли на людей нападають через їхнє ім'я чи зовнішній вигляд — або змушують мовчати через те, що вони висловлюють свою політичну, наукову чи соціальну думку».
2016 року, просто під час російсько-української війни розв'язаної РФ проти України 2014 року, Делегати Третього комітету сесії Генеральної Асамблеї ООН, 17 листопада з ініціативи агресора — Російської Федерації (котра на тоді вже захопила український Крим, підозрювалася у збитті над Україною пасажирського лайнера MH-17 та утримувала під окупацією третину Донбасу) і ще 55-х країн-співавторів, проголосували за ухвалення резолюції про боротьбу з героїзацією нацизму (повна назва «Боротьба з героїзацією нацизму, неонацизмом й іншими видами діяльності, які сприяють підсиленню сучасних виявів расизму, расової упередженості, ксенофобії і пов'язаної з ними нетерпимості»). 131 делегація висловилася «за», три — «проти»: США, Україна і Палау, та ще 48 країн (переважно європейські) — утрималися.
Прояснив тоді таке становище, професор європейського конституційного права з Університету Гронінгена у Нідерландах, Димитр Коченов.
- У США основною засадою права є принцип свободи слова. Вважається, що правильні ідеї та правда завжди зможуть перемогти своїми доводами будь-які мракобісні заяви. І це чудово працює вже сотні років в Америці. Тож взагалі, неможливо виносити на обговорення будь-які закони, особливо на міжнародному рівні, які можуть заборонити якоюсь мірою обговорення важливих історичних подій. Отже резолюція суперечить Першій поправці до Конституції США.
- Україна проголосувала активно — «проти», а не утрималася, як більшість європейських країн через те, що вона намагається себе позиціонувати як демократію. А справжня демократична держава не може голосувати за подібні міжнародні документи, через те що будь-який такий міжнародний документ, є насправді забороною на обговорення певних історичних обставин, отже запереченням демократії.
- Європейські країни ніколи не підтримають такий міжнародний документ, оскільки цілком природно, що розуміння нацизму і подібні оцінки, є судженнями дуже суб'єктивними. Тобто те, кого вважати нацистом і кого називати фашистом, здебільшого, залежить від думки мовця.

Пан Коченов наголосив, що «ця резолюція не має сили закону в жодній країні і не буде мати. Вона володіє лише силою морального переконання. Генеральна асамблея ООН — не парламент. Навіть якщо усі країни проголосують »за«, все одно це буде лише виявом думки (делегацій) міжнародної спільноти».

### Книжки
- Карел Беркгоф. Жнива розпачу. Життя і смерть в Україні під нацистською владою. — Київ: Критика, 2011. — 556 с.
- Вольфґанґ Віперман. Європейський фашизм: порівняльний аналіз (1922—1982) / переклад з нім. — Київ: Дух і літера, 2008. — 278 с.
- Ярослав Старух. Опір фашизму. — Київ—Львів, 1947. — 24 с.
- Курт Зонтгаймер. Як нацизм прийшов до влади. / Пер. з нім. — К.: Дух і літера, 2009. — 320 с. — ISBN 966-7888-91-6
- М. Г. Дубик (упорядник). Довідник про табори, тюрми та гетто на окупованій території України (1941—1944). — Київ: Державний комітет архівів України, 2000. — 304 с.
- W.S. Allen (1965). The Nazi Seizure of Power: The Experience of a Single German Town 1922–1945. Penguin. ISBN 0-14-023968-5.(англ.)
- Saul Friedländer, Nazi Germany and the Jews: The Years of Persecution, 1933—1939, New York: HarperCollins, 1997.(англ.)
- Saul Friedländer, The Years of Extermination: Nazi Germany and the Jews, 1939—1945, New York: HarperCollins, 2007.(англ.)
- Nicholas Goodrick-Clarke (1985). The Occult Roots of Nazism: Secret Aryan Cults and Their Influence on Nazi Ideology: The Ariosophists of Austria and Germany, 1890—1935. Wellingborough, England: The Aquarian Press. ISBN 0-85030-402-4. (Several reprints. Expanded with a new Preface, 2004, I.B. Tauris & Co. ISBN 1-86064-973-4.)(англ.)
- Nicholas Goodrick-Clarke (2002). Black Sun: Aryan Cults, Esoteric Nazism and the Politics of Identity. New York University Press. ISBN 0-8147-3124-4. (Paperback, 2003. ISBN 0-8147-3155-4.)(англ.)
- Max Horkheimer, Eclipse of Reason, New York: Oxford University Press, 1947. 187 pp.(англ.)
- Franz Leopold Neumann, Behemoth: The Structure and Practice of National Socialism, London: Victor Gollancz Ltd., 1944.(англ.)
- Kevin Passmore, Fascism: A Very Short Introduction, London and New York: Oxford University Press, 2002. 176 pp.(англ.)
- Wolfgang Sauer «National Socialism: Totalitarianism or Fascism?» pages 404—424 from The American Historical Review, Volume 73, Issue #2, December 1967.(англ.)
- Richard Steigmann-Gall (2003). The Holy Reich: Nazi Conceptions of Christianity, 1919—1945. Cambridge: Cambridge University Press.(англ.)
- Александр Галкин. Германский фашизм. — Москва: Наука, 1989. — 352 с.(рос.)
- Эрнст Нольте. Фашизм в его эпоху / пер. с нем. — Новосибирск: Сибирский хронограф, 2001. — 568 с.(рос.)
- Вильгельм Райх. Психология масс и фашизм / пер. с нем. — Москва: Университетская книга, 1997. — 380 с.(рос.)

### Статті
- Націонал-соціалізм // Політологічний енциклопедичний словник / укладач: Л. М. Герасіна, В. Л. Погрібна, І. О. Поліщук та інші. За ред. М. П. Требіна. — Харків: Право, 2015.
- О. Ю. Кутаев. Кризис 1929 г. и германский национал-социализм // «Вопросы истории» (Москва). — 2012. — № 12. — C. 92-108.(рос.)
- Перевезій В. Націонал-соціалізм (націзм) // Політична енциклопедія / редкол.: Ю. Левенець (голова), Ю. Шаповал (заст. голови). — К. : Парламентське видавництво, 2011. — С. 489. — ISBN 978-966-611-818-2.
- Націонал-соціалізм // Юридична енциклопедія : [у 6 т.] / ред. кол.: Ю. С. Шемшученко (відп. ред.) [та ін.]. — К. : Українська енциклопедія ім. М. П. Бажана, 1998—2004. — ISBN 966-749-200-1.
- Націонал-соціалізм // Політологічна енциклопедія: навч. посібник для вищих навчальних закладів / Укл. Карасевич А. О.; Шачковська Л. С. — Умань: ФОП Жовтий О. О., 2016. — Книга IV. Літери — М, Н. — С. 466—469. — 635 с.
- Націзм (націонал-соціалізм) // Велика сучасна енциклопедія: у 10 т. — Т. 7 : Н–П / [уклад. Івченко А. С.]. — Харків: Клуб сімейного дозвілля, 2013. — С. 32. — ISBN 978-966-14-5612-8.